# Agustin Ledesma
Agustin Ledesma (sinh ngày 8 tháng 3 năm 1994) là một vận động viên quần vợt xe lăn chuyên nghiệp người Argentina. Anh có thứ hạng cao nhất ở đơn là vị trí số 16 vào ngày 3 tháng 7 năm 2017 và ở đôi có thứ hạng cao nhất là vị trí số 16 vào ngày 26 tháng 9 năm 2016.
Năm 2017, Ledesma vô địch các giải Be'er Sheba Open ở cả nội dung đơn và đôi, giải Slovakia Mở rộng, Barcelona Open và Belgian Open.